# Montpellier In Game
Le Montpellier In Game (abrégé MIG) est un salon consacré aux jeux vidéo, dont la première édition s'est déroulée du 19 au 20 juin 2010. L'événement est organisé par Montpellier Agglomération.
Les éditions 2010 et 2011 ont respectivement accueilli 13 000 et 34 000 visiteurs.
L'édition 2012 s'est déroulée du 15 au 18 novembre,
L'édition 2013 s'est déroulée du 21 au 22 novembre.